# Plagithmysus greenwelli
Plagithmysus greenwelli är en skalbaggsart som beskrevs av J. Linsley Gressitt och Davis 1970. Plagithmysus greenwelli ingår i släktet Plagithmysus och familjen långhorningar. Inga underarter finns listade i Catalogue of Life.